# Samsung Galaxy Gio
Samsung GT-S5660 Galaxy Gio (итал. gioiello — жемчужина) — смартфон компании Samsung Electronics, работающий под управлением операционной системы Android и позиционируемый как высокопроизводительное бюджетное решение.

## Внешний вид
Телефон обладает типичной внешностью Android-смартфонов от Samsung. Большую часть передней панели занимает сенсорный дисплей, над ним находятся речевой динамик и датчик приближения, под дисплеем расположены три клавиши: две сенсорные (клавиши «вызов контекстного меню» и «возврат к предыдущему окну») и одна механическая (клавиша «возврат на домашнюю страницу»). На верхней грани расположен разъём 3,5 мм для гарнитуры, на нижней — микрофон и разъем MicroUSB для USB-кабеля и зарядного устройства, на левой — отверстие для шнурка и качелька регулировки громкости, на правой — клавиша питания и блокировки, а также слот для карты памяти с возможностью «горячей» замены. На задней панели находится съёмная крышка из рифлёного пластика, объектив камеры и динамик.
Выпускается в двух цветовых вариантах корпуса: чёрно-сером (Dark Silver) и белом (Silver White).

## Дисплей
Смартфон имеет относительно небольшую диагональ дисплея — 3,2" (если сравнивать с последними смартфонами Samsung, например, с Samsung Galaxy S6), выполненного по технологии TFT LCD, и разрешение в 320×480 пикселей (HVGA), дисплей также способен отобразить до 16,7 миллионов оттенков цветов.

## Камера
Установлена лишь 3,2-мегапиксельная камера с максимальным разрешением 2048×1536 пикселей, для современного смартфона данное разрешение камеры является низким, но благодаря автофокусировке снимки получаются более-менее чёткими. В смартфон не встроена вспышка, по данной причине делать фотографии при плохом освещении или при полном его отсутствии с камеры смартфона окажется весьма затруднительным. Также с камеры аппарата можно записывать видеоролики с максимальным разрешением 320×240 пикселей и частотой 15 кадров в секунду.

## Программная и аппаратная составляющая
Смартфон оснащен одноядерным процессором Qualcomm QCT MSM7227T с тактовой частотой 800 МГц. Также в аппарат встроено 279 Мегабайт оперативной памяти и 181 постоянной. Смартфон поддерживает карты памяти MicroSD объёмом до 32 ГБ. Для улучшенного воспроизведения 3D-эффектов в смартфон внедрён видеоускоритель Adreno 200. Как и на большинстве смартфонов и сенсорных телефонов от Samsung, используется интерфейс TouchWiz (в данном случае версии 3.0). Для удобного ввода текста предустановлена экранная клавиатура Swype.

## Аккумулятор
Телефон поставляется с литий-ионным аккумулятором ёмкостью 1350 мА·ч. Заявленное производителем время работы:
- Режим разговора: до 10 ч (2G), до 6 ч (3G)
- Режим ожидания: до 610 ч (2G), до 460 ч (3G)[4].

## Отзывы в прессе
Samsung Galaxy Gio получил в целом положительные отзывы в специализированных изданиях. Среди достоинств указывались высокая производительность, небольшие размеры, качественные материалы корпуса, среди основных недостатков — отсутствие аппаратной клавиши фотосъемки, стекла Gorilla Glass, а также фотовспышки.